# Octopussy (raccolta di racconti)
Octopussy è l'ultimo libro di Ian Fleming, pubblicato postumo a due anni dalla morte dell'autore, la seconda delle due raccolte di racconti incentrati su James Bond.
Raccoglie tre racconti con protagonista l'agente britannico James Bond: Octopussy (inizialmente pubblicato sulla rivista Playboy nei numeri di marzo e aprile del 1966), Di proprietà di una signora (scritto per la rivista della case d'aste Sotheby's e successivamente pubblicato su Playboy nel numero di gennaio 1964) e Il lume dell'intelletto (apparso originariamente su The London Sunday Times del 4 febbraio 1962).

## Racconti

### Octopussy (Octopussy)
Dexter Smythe è un ex ufficiale fuciliere della marina britannica che, reduce da due infarti, si gode la pensione in Giamaica. 
Appassionato di pesca, si immerge per nutrire un polpo gigante che chiama affettuosamente Pussy, ma la sua mente rimugina sulla visita che il Comandante James Bond gli ha fatto quella stessa mattina.
007 gli ha comunicato gli esiti di un'indagine su un'operazione svoltasi a Kitzbühel negli anni della guerra, che vedono Smythe colpevole di aver occultato documenti, assassinato il suo amico Hannes Oberhauser e contrabbandato dell'oro. Bond aveva lasciato Smythe, non senza annunciargli che entro una settimana sarebbe stato condotto a Londra in stato di arresto. Smythe muore strangolato dai tentacoli del polpo che stava cercando di nutrire.

#### Personaggi principali
- Maggiore Dexter Smythe, ex ufficiale della marina britannica
- Hannes Oberhauser, guida di Kitzbühel

### Di proprietà di una signora (The Property of a Lady)
James Bond indaga su un uovo Fabergé che è stato spedito a Maria Freudenstein, noto agente del KGB sotto controllo da tempo. Il gioiello è messo in vendita in un'asta di Sotheby's. Bond vi partecipa con l'esperto Kenneth Snowman: con un brillante calcolo sui rilanci delle offerte, l'agente segreto riesce a individuare in Piotr Malinovskij una spia del KGB a Londra.

#### Personaggi principali
- Kenneth Snowman, esperto di gioielli
- Maria Freudenstein, agente del KGB
- Peter Wilson, banditore di Sotheby's
- Piotr Malinovskij, attaché per l'agricoltura dell'ambasciata sovietica a Londra

### Il lume dell'intelletto (The Living Daylights)
James Bond è incaricato di organizzare il rientro di 272 da Berlino Est. Nella città tedesca il collega Paul Sender lo informa che sulle tracce del loro uomo c'è anche Grilletto, uno dei più temibili killer del KGB. Bond aspetta a lungo l'arrivo di 272 alla frontiera e riflette sul suo lavoro.
Finalmente arriva il suo uomo e con lui anche Grilletto. Bond scopre che il killer è una donna e decide di non ucciderla, colpendola a una mano. 272 rientra con successo dalla missione, ma 007 deve subire le critiche di Sender.

#### Personaggi principali
- Paul Sender, vice capo sezione Berlino Est del SIS
- 272, agente SIS oltrecortina
- Grilletto, killer del KGB

### Personaggi ricorrenti nei racconti
- James Bond, agente segreto britannico
- M, capo del servizio segreto britannico, personaggio ricorrente nella serie
- Mary Goodnight, segretaria di Bond
- Moneypenny, segretaria di M, personaggio ricorrente nella serie

## Edizioni
- Ian Fleming, Octopussy, traduzione di Enrico Cicogna, collana Gialli, Garzanti, 1977.

## Adattamenti cinematografici
Il film Octopussy - Operazione piovra (1983), diretto da John Glen, riprende il titolo e alcuni elementi dei racconti raccolti in Octopussy. Oltre a Roger Moore nel ruolo di James Bond, i personaggi del film sono: la figlia di Dexter Smithe Octopussy (interpretata da Maud Adams), il principe Kamal Khan (Louis Jourdan) e il generale Orlov (Steven Berkoff), antagonisti di Bond e Miss Magda la seguace più fedele di Octopussy. La trama del film ruota intorno a un complotto sovversivo che vuol causare un disastro nucleare in Germania Ovest.
Il film Zona pericolo (1987), sempre diretto da John Glen, ma con Timothy Dalton nel ruolo di James Bond, riprende in originale il titolo (The living daylights), e in parte la trama e i personaggi (il contatto di 007 Sender e la donna killer, che diviene però una violoncellista implicata suo malgrado nella vicenda), del racconto "Il lume dell'intelletto", che fornisce lo sviluppo per i primi 20 minuti del film. Il resto della pellicola prende una strada completamente originale dal racconto, incentrandosi su traffico d'oppio e di diamanti in Afghanistan, e avendo come cattivi un generale russo disertore e un mercante d'armi.